# Võ Trung
Võ Trung là một vị tướng nhà Đinh, có công giúp Đinh Bộ Lĩnh đánh dẹp các sứ quân Ngô Xương Xí, Lã Xử Bình. Khi lên ngôi Hoàng đế, Đinh Tiên Hoàng phong Võ Trung lần lượt giữ chức Tham nghị triều chính, Binh bộ thượng thư, đốc trấn châu Hoan, tổng trấn Hải Dương. Khi Chiêm Thành sang cướp phá Đại Cồ Việt, ông làm phó tướng cùng Lê Hoàn đem quân đi đánh dẹp và giành thắng lợi. Võ Trung về già đến chơi núi Mộ Dạ, đền Cuông thuộc huyện Đông Thành, xứ Nghệ và hóa ở đó nên có đền thờ tại núi Mộ Dạ và ở quê ngoại thuộc làng Cốc Khê, Hưng Yên với sắc phong là Đông Thành đại vương.

## Xuất thân
Theo sách “Việt Nam kho tàng dã sử” của Vũ Ngọc Khánh - Phạm Minh Thảo, Võ Trung là con trai của ông Võ Hòa, ở trang An Lão, huyện Tân Minh, phủ Nam Sách, trấn Hải Dương (nay thuộc An Lão, Hải Phòng) và bà phu nhân Nguyễn Thị Lan quê ở thôn Tốc Khê, trang Khố Liễn, châu Xích Đằng, phủ Khoái Châu (nay là làng Cốc Khê, xã Phạm Ngũ Lão, Kim Động, Hưng Yên). Gia thế Võ Hòa vốn nền nếp đức hậu, hào phú. Hai ông bà sinh ra Võ Trung khi ông 41 tuổi và bà 38 tuổi. Đến năm 12 tuổi, cao lớn bệ vệ, bản tính thông minh mưu trí. Bố mẹ cho đến học trường Chu tiên sinh trong huyện, học mới ba năm mà kinh sử lầu thông, thiên hạ đều cho là thần đồng giáng sinh.
Theo thần phả làng Cốc Khê do Nguyễn Bính soạn năm 1572, để cầu sinh con trai, hai vợ chồng Võ Hòa lập một đàn tế thiên địa và phát chẩn cứu giúp người nghèo, qua một trăm ngày, có một cụ già tuổi ngoài tám chục, đầu tóc bạc phơ, cất bước rất khó khăn, Võ Công liền mời ông cụ vào nhà, nuôi nấng và thuốc thang chu đáo, hơn một năm trời. Một hôm, cụ già nhờ Võ Công đến đầm Lôi Trạch mua giống cá ngon để làm gỏi cho lão ăn thì bệnh khỏi hẳn. Võ Công nghe lời cụ bèn đến đầm Lôi Trạch mua cá. Khi đến nơi không hề gặp một người đánh cá nào hết, chỉ thấy trên mặt đầm mây khói. Cạnh đầm ông bỗng thấy ông cụ già từ trên bờ đầm bước ra, tay cầm gậy trúc, theo sau là một tiểu đồng xách túi la kinh đi thẳng đến chỗ ông đứng. Cụ già cười tươi tỉnh bảo: 
“Lão đây vốn là khách “sơn nhân" và thầy phong thủy. Thời gian này chu du thiên hạ ngắm xem phong cảnh núi sông, thường yêu kiểu đất quí ở đầm Lôi, đến nay kiểu đất này đã hiện lòng định cho nhà có phúc. Kiểu đất này là kiểu hoa sen mở màn, đất này là đất phát sinh công hầu khanh tướng. Huyệt của nó kết ở oa tâm. Đất này ắt có thiên thần giáng thế”.
Ông già nói xong biến mất. Võ công vui mừng, về đem mộ gia tiên di táng ở ngôi đất bên cạnh đầm Lôi, vừa được một tháng thì bà Nguyễn Thị Lan chiêm bao thấy con kỳ lân từ trên trời giáng xuống bụng bà, từ đó là có mang. Một hôm bà ra chơi ngoài quán, trời bỗng nổi gió mưa, giữa ngày tối như đêm, trong quán rực ánh hào quang, mùi thơm tỏa ra phưng phức, bà Nguyễn Thị Lan đẻ ra một cậu con trai, mặt mũi khôi ngô phong tư lẫm hệt, tay dài chấm gối, mặt vuông tai lớn, tướng mạo rất khác người thường. Sau khi sinh được mười hôm, nhân dân vẫn để bà nằm tạm ở quán vì trong quán cứ có tiếng kêu ù ù như sấm. Võ Công nghe tin bà đẻ con trai, bèn về quê ngoại thăm vợ thăm con. Khi ông đến nơi trời đất trở lại phong quang, tiếng ù ù bỗng dưng tắt hẳn, ông bèn đón vợ con về quê nội. Sau đó, nhân dân và gia súc ở trong làng đau ốm không yên, đêm đêm người trong làng đều chiêm bao thấy một ông quan áo mũ chỉnh tề ngồi ở trong quán, tả hữu, binh sĩ đứng hầu, truyền gọi dân đến phán rằng: "Ta vâng mệnh Ngọc Hoàng Thượng đế trông coi dân chúng ở địa phương này. Dân chúng đều là con cái của ta. Chỗ sinh ta ở cái quán này, nên lập sinh từ thì ta sẽ yên ổn, ta được yên ổn thì dân cũng được yên ổn". Nhân dân tỉnh mộng, họ kể cho nhau nghe, thì ra ai ai cũng mơ thấy như nhau cả, họ rất đỗi kinh hoàng, bèn biện lễ vật đem đến quê Võ Công ở Hải Phòng, ông bà thấy thế hỏi: "Bà con có việc gì mà mang lễ vật đến đây?”. Nhân dân đều kể chuyện thần báo mộng như thế, hiện nay người và súc vật đau ốm cho nên đến xin làm thần tử và xin lập sinh từ thờ phụng. Ông bà nói chuyện với dân: "Từ khi sinh được một tháng nay, mắc bệnh dạ đề khóc thâu đêm. Bà con đến thì cậu bé nhà tôi nín ngay. Điềm chiêm bao ấy có lẽ đúng không sai". Dân chúng làm lễ và xây dựng sinh từ thờ cúng tại quê ngoại, từ đó cậu bé Võ mạnh khỏe và nhân dân ở quê ngoại cũng mạnh khỏe thịnh vượng.

## Sự nghiệp

### Chiến tranh với Ngô sứ quân
Năm Võ Trung 15 tuổi thì cha mẹ đều mất. Võ Trung chiêu binh mãi mã, hùng cứ một phương. Ngô Sứ Quân nghe tin Võ Trung gây dựng căn cứ quân sự bèn đem quân đến đánh. Hai bên đánh nhau một trận ở phủ Nam Sách (nay thuộc Hải Phòng) thì quân Ngô Sứ Quân thua chạy.
Tháng sau đó quân Ngô Sứ Quân lại đến vây, Võ Trung bèn chọn hơn ba chục người dũng cảm đột phá vòng vây chém giết được nhiều quân Ngô, song vì quân Ngô rất đông mà Võ Trung thì quân ít thế cô không sao chống nổi bèn rút lui về quê ngoại trang Khố Liễn, châu Xích Đằng.
Tại quê ngoại, Võ Trung chiêu mộ được thêm vài trăm người, tiếng tăm ông vang dội gần xa, những kẻ anh hùng hào kiệt các nơi đều qui phục dưới trướng. Chẳng bao lâu sau đó trong tay Võ Trung đã có một vạn quân tinh nhuệ.

### Gia nhập lực lượng Hoa Lư
Khi Đinh Bộ Lĩnh tăng cường lực lượng để đánh dẹp 12 sứ quân đã sai người mời Trung Công đến động Hoa Lư. Võ Trung thu nạp quân và tướng sĩ về hội họp được một vạn người tiến quân vào Hoa Lư. Đinh Bộ Lĩnh phong Võ Trung làm Tham tám trung quân Nguyên soái đại tướng quân.
Thời gian sau, Đinh Bộ Lĩnh lại cử Lưu Cơ, Đinh Điền thống lĩnh tiền quân, Võ Trung thống lĩnh hậu quân, Nguyễn Bặc là tiết chế trung quân đại tướng tiến đánh mười hai sứ quân.
Chiến công lớn của Võ Trung lập được là khi tiến đánh một trận, sứ quân Lã Xử Bình thua to, Võ Trung bắt được Lã Xử Bình đem chém đầu thị uy, các sứ quân khác sau đó đều bị đánh dẹp yên hết.

### Làm quan dưới triều Đinh
Sau thắng lợi đánh dẹp 12 sứ quân, Đinh Tiên Hoàng lên ngôi hoàng đế ở kinh đô Hoa Lư. Từ đó nước Đại Cồ Việt thống nhất, vua phong Võ Trung làm chức Tham nghị triều chính, được vài năm thăng lên chức Binh bộ thượng thư, sau tiếp tục bổ nhiệm Võ Trung ra làm đốc trấn châu Hoan được hơn 3 năm, vua triệu về lại bổ nhiệm làm tổng trấn Hải Dương.
Thời gian quân Chiêm Thành sang cướp phá Đại Cồ Việt, vua Đinh Tiên Hoàng phong Lê Hoàn làm chánh tướng, Võ Trung làm phó tướng đem quân đi đánh dẹp. Dưới sự chỉ đạo của 2 tướng tài, quân Chiêm nhanh chóng thất bại, quân Đại Cồ Việt giành được thắng lợi.

### Chống Lê Hoàn
Khi Lê Hoàn sinh lòng tiếm quốc, Hoàn chỉ e ngại có Võ Trung là một con người trung chính không sao dụ dỗ được. Lê Hoàn mạo viết bức thư lấy danh nghĩa là Võ Trung đưa cho quân Chiêm. Lê Hoàn đưa khí giới và thư từ của quân Chiêm Thành về kinh thành mật tâu với vua Đinh Tiên Hoàng. Vua cả giận, ban chiếu vời Trung công về triều, vua quở mắng nghiêm khắc. Nhà vua nghe lời tâu của ông, lòng rất do dự không nỡ xử bằng cực hình, bèn giáng truất ông làm chức huyện lệnh Đông Thành. Võ Trung vâng mệnh xuống trị nhậm Đông Thành được khoảng một năm, trong huyện yên ổn phong tục dân thuần hậu, được vài năm vua lại vời vào triều cho được khôi phục nguyên chức.
Khi Vua Đinh Tiên Hoàng mất, Võ Trung biết ngôi Vua sẽ rơi vào tay Hoàn, ông bèn cáo bệnh lưu nhậm chờ khi nào khỏi bệnh sẽ về. Từ đó ông sống nhàn tản yên vui lưu tâm giáo hóa nhân dân để biến thành thuần phong mỹ tục. Một hôm ông đến chơi núi Mộ Dạ thuộc huyện Đông Thành vào bái yết đền An Dương Vương, lễ xong khi ấy ông hóa. Một lúc sau, trời đất tạnh sáng, gia thần và nhân dân đều cho là việc lạ, mọi người đến thăm thấy chỗ thi hài ông nằm, kiến mối đã xông đất đắp lên thành nấm mồ lớn ở bên cạnh núi Mộ Dạ. Ngày hôm đó gia thần và phụ lão đều dâng biểu tâu triều đình về việc Võ Công đã hóa, bèn sai quan triều về làm lễ ở nơi ông hóa và truyền cho dân dựng đền thờ làm thượng đẳng phúc thần.

## Tôn vinh
Đền chính thờ Võ Trung ở nơi qui hóa là núi Mộ Dạ huyện Đông Thành phủ Diễn Châu (nay thuộc xã Diễn An, Diễn Châu, Nghệ An). Lại một ngôi đền chính nữa là sinh từ ở quê ngoại thuộc trại Liễu Cốc, châu Xích Đằng, phủ Khoái Châu, xứ Sơn Nam (nay thuộc xã Phạm Ngũ Lão, Kim Động, Hưng Yên). Hai nơi đền chính kể trên thuộc về điển lễ quốc tế vào mùa xuân mùa thu hàng năm, ngoài ra, những địa phương của những vị bộ hạ của ông đều có dựng đền thờ cúng. Các triều vua lấy tên huyện do ông trị nhậm thuở trước làm tên ghi sắc phong là Đông Thành đại vương.
Huyện Đông Thành xưa nay là vùng đất thuộc hai huyện Yên Thành và Diễn Châu, tỉnh Nghệ An. Nhiều nhà thờ họ Võ thờ Võ Trung với vai trò vị thủy tổ và thành hoàng làng như nhà thờ họ Võ ở xã Diễn Liên và xã Diễn Bình huyện Diễn Châu. Làng Cốc Khê, xã Phạm Ngũ Lão, Kim Động, Hưng Yên cũng thờ Võ Trung với tên hiệu Đông Thành Đại Vương.